# 箭魣
箭魣又名澳洲金梭魚，為輻鰭魚綱鱸形目鯖亞目金梭魚科的其中一種，分布於印度太平洋區，包括印度、日本、香港、澳洲、斐濟、巴布亞紐幾內亞、密克羅尼西亞、馬里亞納群島、新喀里多尼亞、紐西蘭、紐埃、帛琉等海域，體長可達100公分，棲息在沿岸水域，成群活動，屬肉食性，以小魚為食，可做為食用魚及遊釣魚，具利齒，易造成創傷。